# Saint-Martin-en-Campagne
Saint-Martin-en-Campagne ist eine Commune déléguée in der französischen Gemeinde Petit-Caux mit 1.240 Einwohnern (Stand 1. Januar 2022) im Département Seine-Maritime in der Region Normandie. Die Einwohner werden Saint-Martinois genannt.
Am 1. Januar 2016 wurde die frühere Gemeinde mit weiteren 17 Kommunen zur Commune nouvelle Petit-Caux zusammengelegt. Sie hat seither den Status einer Commune déléguée.  Die Gemeinde Saint-Martin-en-Campagne gehörte zum Arrondissement Dieppe und zum Kanton Dieppe-2.

## Lage
Saint-Martin-en-Campagne liegt etwa zehn Kilometer ostnordöstlich von Dieppe am Ärmelkanal an der Alabasterküste in der Landschaft Pays de Caux. 
Ein Großteil des Kernkraftwerks Penly liegt auf dem Gebiet der vormaligen Gemeinde.

## Bevölkerungsentwicklung
| Jahr                      | 1962 | 1968 | 1975 | 1982 | 1990  | 1999  | 2006  | 2013  |
| Einwohner                 | 484  | 544  | 562  | 833  | 1.104 | 1.000 | 1.240 | 1.256 |
| Quelle: Cassini und INSEE |      |      |      |      |       |       |       |       |

## Sehenswürdigkeiten
- Kirche Notre-Dame aus dem 15. Jahrhundert

## Persönlichkeiten
- Albert Clément (1883–1907), Automobilrennfahrer